# Gypsophila vedeneevae
Gypsophila vedeneevae là loài thực vật có hoa thuộc họ Cẩm chướng. Loài này được Lepeschk. ex Botsch. & Vved. mô tả khoa học đầu tiên năm 1941.